# Kostel svatého Kosmy a Damiána (Emauzy)
Kostel svatých Kosmy a Damiána je raně barokní kostel v areálu Emauzského kláštera (Na Slovanech) dnes sloužící jako řeckokatolický chrám. Původně římskokatolický svatostánek sloužil jako farní kostel někdejší samostatné obce Podskalí. Adresa objektu je Vyšehradská 49, Praha 2-Nové Město, někdy je uváděna též adresa Na Slovanech.

## Popis

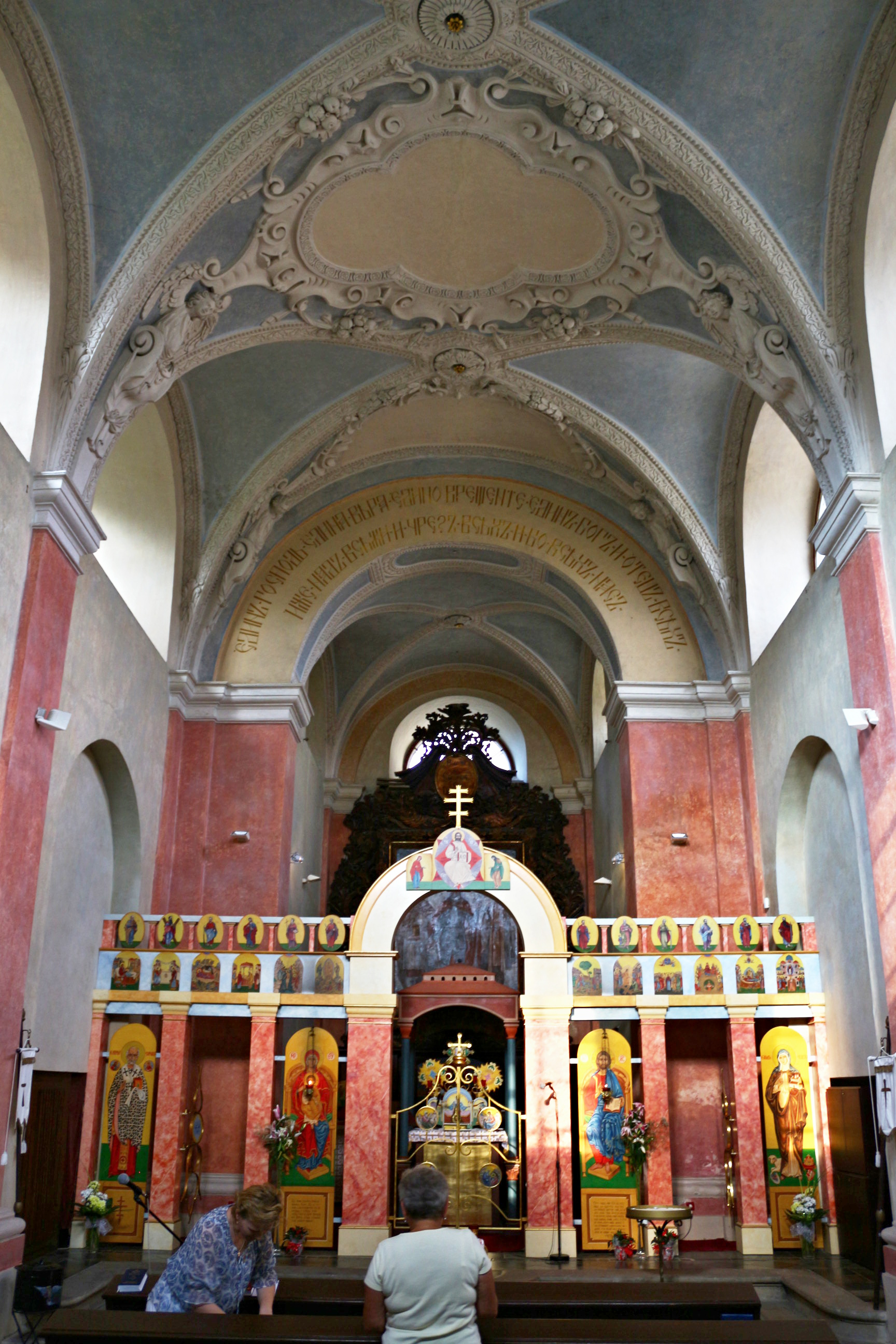
Interiér chrámu s ikonostasem

Při pohledu od Vltavy z Rašínova nábřeží v rámci komplexu Emauzského kláštera nenápadný kostelík poněkud zaniká, přitom však stojí na posvátném místě české kulturnosti. Současná raně barokní podoba kostela pochází z přestavby v letech 1657-1659.
Interiér kostela je barokní, zaklenutí valeným stropem s barokní stukovou výzdobou. V přední, východní části interiéru stojí ikonostas s obrazy Ježíše Krista a Bohorodičky uprostřed a po stranách vlevo sv. Mikuláš a vpravo sv. Anežka Česká.

## Dějiny kostela

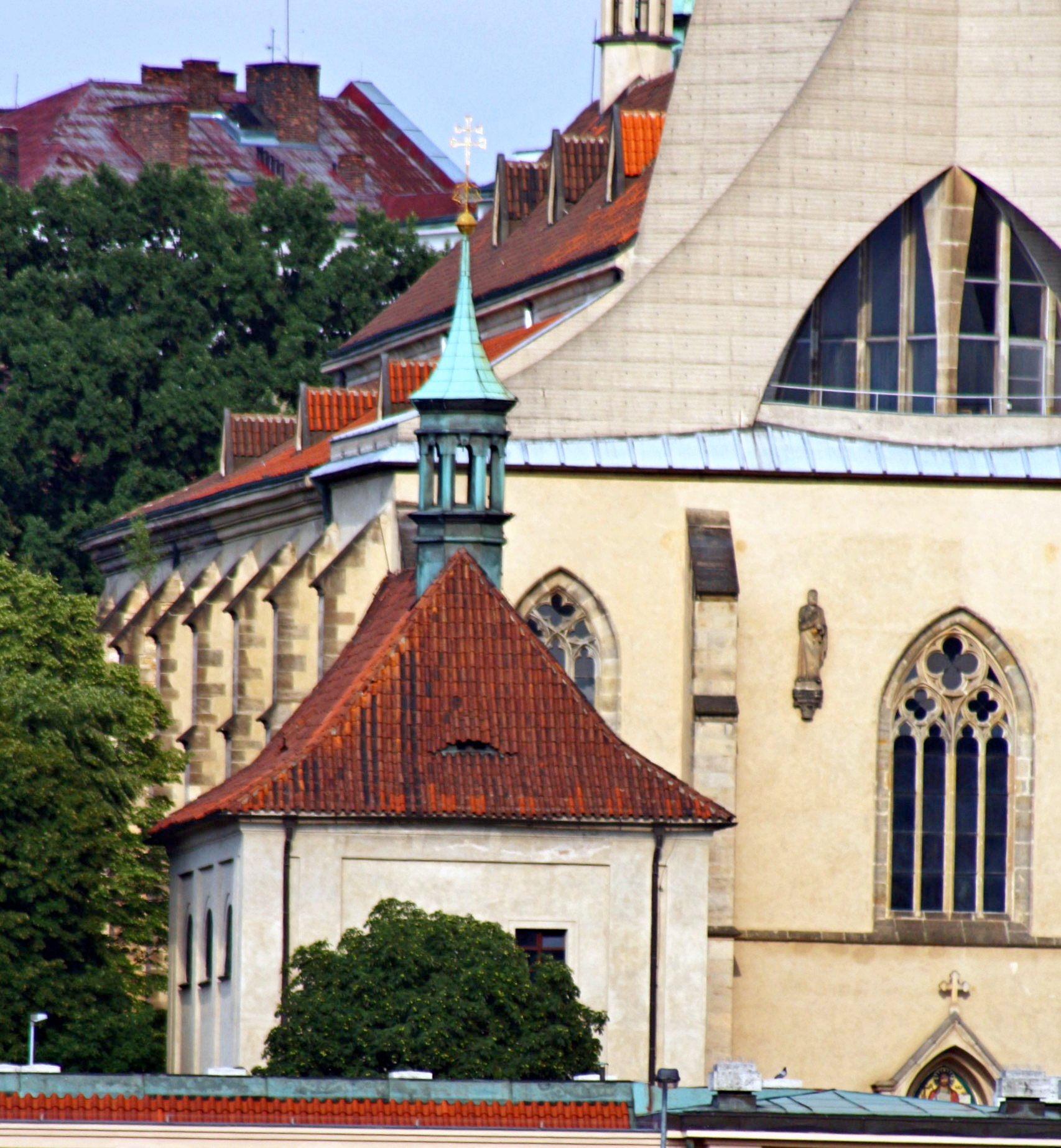
Kostel svatých Kosmy a Damiána v popředí Emauzského kláštera

Nevelký románský kostelík bývalé pražské osady Podskalí je poprvé zmiňován již v roce 1178, kdy je uváděn jako farní. Podle kroniky měl kostelík s oblibou navštěvovat již kníže Václav a podle jiné pověsti zde měli mši sloužili také svatý Vojtěch a svatý Prokop Sázavský.
V roce 1347 se císař Karel IV. rozhodl založit klášter se slovanskou liturgií, neboť si uvědomoval jedinečnost českých zemí, jako místo společného dědictví západního latinského ritu s cyrilometodějskou tradicí východní liturgie. Pro tento účel zvolil místo v blízkosti podskalského farního kostelíka. V roce 1372 byl dokončena výstavba benediktinského kláštera zvaného Na Slovanech osazeného slovanskými mnichy z Chorvatska. Do doby dokončení velkého chrámu Panny Marie, sloužil kostel sv. Kosmy a Damiána jako klášterní. Poté malý kostelík po několik let sloužil k lisování vína.
Nejvíce ovšem kostel utrpěl po komunistickém převratu a následných letech reálného socialismu. V letech 2010-2015 proběhla rekonstrukce piazzetty před kostelem.